# Tőkebálna
A tőkebálna (Balaenoptera borealis) az emlősök (Mammalia) osztályának párosujjú patások (Artiodactyla) rendjébe, ezen belül a barázdásbálna-félék (Balaenopteridae) családjába tartozó faj.

## Előfordulása
A tőkebálna a nyílt tengerek lakója, nyáron a Golf-áramlattal jön Európa északi tengereibe, ahol a legkönnyebben a Spitzbergák és a Feröer-szigetek környékén vagy a Fehér-tengerben lehet megfigyelni. Télen ismét visszavándorol a melegebb vizekbe. A Földközi-tengerben nagyon ritka. A déli félgömb vizeiben, habár 1977 óta nem még vadásszák, ez az állat még mindig ritka.

## Alfajai
- Balaenoptera borealis borealis
- Balaenoptera borealis schlegelii

## Megjelenése
A tőkebálna testhossza 13,7-19,5 méter, testtömege 15 tonnától (hímek) 28 tonnáig (nőstények) terjedhet. Karcsú testű bálna, hegyes orral, fején jól látható dudorral, valamint viszonylag nagy hátúszóval. Mellúszója kicsi, jobbára már elveszítette funkcióját. A toroktól a hasig 32-80, többnyire körülbelül 50 barázda húzódik, amelyek szorosan a mellúszó mögött végződnek. Feje a testhez képest nagy. Hátoldala sötét kékesszürke vagy feketésszürke, általában egyöntetűen színezett. Hasoldala fehér, az oldalon futó választóvonal a test elülső felén szabálytalanul alakul. Lehet hullámos, és ráhúzódhat a barázdákra. A mellúszó alul is fekete (a közönséges barázdásbálnáé csak felül). A felső állcsont mindkét oldalán körülbelül 330 többnyire fekete szila ered, amelyek szegélyükön szürkésfehér, igen lágy rojtokra bomlanak fel. Itt-ott egypár fehér szilát is látni. A tőkebálna alkatában a közönséges barázdásbálnára emlékeztet, de kilégzéskor csak vékony, alig feltűnő páraoszlopot lő fel. Bukáskor is kevésbé bukkan fel teste a vízből, így tényleges méreteit alig lehet megítélni. A felső állkapocs szegélye mögötti barázdák igen hegyes háromszöget alkotnak.

## Életmódja
A tőkebálna a közönséges barázdásbálnához hasonlóan száját hirtelen hatalmasra tátva hatalmas víztömeget és azzal együtt apró élőlényeket szippant a torkába, majd a vizet kipréseli sziláin keresztül. A tőkebálnánál ezek olyan finom felépítésűek, hogy még a kisebb planktonikus szervezetek is fennakadnak rajtuk, amit más bálnák nem tudnak kiszűrni. A tőkebálna igen gyors úszó, csúcssebessége 50 km/h vagy afölötti érték is lehet. Gyakran megfigyelhető, amint a tőkebálnák a vízből kiugranak. Nyáron csupán jó egy hónap kedvéért vándorolnak fel a magasabb szélességek felé, majd újra visszatérnek a melegebb vizekbe, fő tartózkodási helyükre. Északi vándorútjuk során júniusban elég rendszeresen felbukkannak az Egyesült Királyság északnyugati partjainál. Régebben sok ezren voltak, sűrű csapatokban vonultak együtt, de manapság többnyire egyesével vagy legfeljebb kisebb csapatokban látni őket, mivel a cetvadászok az Atlanti-óceán északkeleti részének állományát néhány száz állatra csökkentették. Az északnyugati oldalon számuk még 1800 és 2500 között van. A terítékek a századfordulón érték el csúcspontjukat, de már 1920 körül erősen visszaestek.
Tápláléka a tengeri plankton kicsiny rákocskái. Az Antarktisz körül főként az Euphausia superba, az Atlanti-óceán északi részén a Calanus finmarchicus és egyéb alacsonyabb rendű rákok. Halakat csak ezek mellett, „véletlenül” fog.

## Szaporodása
A tehenek 2 évenként egy borjat hoznak a világra, amely már születéskor 4,5 méter hosszú. Farokúszójával előre bújik elő. 5 hónapon át kapja anyja igen zsíros tejét. A tej lapos mirigyekben képződik, ezek egy bőrtasakban lapulnak, és nyomás alatt fröcskölik át terméküket a borjú torkába. Így az alig keveredik a tengervízzel, és a szopás közbeni veszteség csekély. A borjú átalakult, szopásra már alig alkalmas szája ugyanis nem tudná elég szorosan kizárni a vizet a szájüregből. A vemhesség lefolyása körülbelül 1 év. A fiatal tőkebálnák 8-9 évesen válnak ivaréretté.